# Pseudacteon spatulatus
Pseudacteon spatulatus är en tvåvingeart som först beskrevs av Malloch 1912.  Pseudacteon spatulatus ingår i släktet Pseudacteon och familjen puckelflugor.
Artens utbredningsområde är Texas. Inga underarter finns listade i Catalogue of Life.